# Dacnusa arctica
Dacnusa arctica är en stekelart som beskrevs av Griffiths 1984. Dacnusa arctica ingår i släktet Dacnusa och familjen bracksteklar. Arten är reproducerande i Sverige. Inga underarter finns listade i Catalogue of Life.